# Blaue Wimpel im Sommerwind
Blaue Wimpel im Sommerwind ist ein DEFA-Dokumentarfilm über das I. Pioniertreffen von Montag, den 18. August bis Montag, den 25. August 1952 in Dresden. Regie führte Herbert Ballmann.

## Handlung
Die Filmerzählung „aus den Ferien unserer Kinder“ beginnt zur Einstimmung mit Bildern der Stadt Dresden, die vom Sprecher als „Kleinod der Kultur“ betitelt wird. Die Zerstörung der Stadt durch die Amerikaner wird angeprangert und durch Aufnahmen von zerbombten Gebäuden untermalt, wendet sich dann aber den sozialistischen Errungenschaften zu und zeigt entsprechend optimistische Bilder. Im August 1952 feiert man im Rudolf-Harbig-Stadion in Dresden ein Treffen der Jungen Pioniere. Ministerpräsident Otto Grotewohl begrüßt die die Teilnehmer und übermittelt ihnen die Grüße der Partei, anschließend eröffnet Margot Feist das Treffen.
In einem großen Sitzungssaal berichten ausgewählte Jungpioniere von ihrer Arbeit, ihren Plänen das Lernen zu verbessern und ihren Mitschülern zu helfen. Der Sprecher lobt diese Taten und Erfolge der jungen Sozialisten. Drei Helden der Arbeit berichten von ihrer Jugend, die Erich Wirth als freudlos schildert und den Zuhörern Hoffnung macht, es jetzt besser zu haben als er seinerzeit. Die Kinder erwidern den Besuch mit einer Besichtigung des Sachsenwerks, das der Sprecher als stolzes Erbe der Arbeiterklasse für die Kinder bezeichnet, um ihr Leben reich zu machen. Anschließend bedanken sich die Pionier mit Berichten von ihren Erlebnissen in den Ferien. So erzählt Peter Goldkamp von seinen Ferien auf Rügen. Filmszenen untermalen die Erlebnisse des Jungen am idyllischen Ostseestrand. Anschließend basteln „Segelflieger von Morgen“ Modelle und lassen sie dann fliegen – spielen und lernen – Erholung und nützliche Tätigkeit. Nach einem erfrischenden Bad in der Ostsee sammeln sich die jungen Pioniere, als Dankeschön für die schönen Ferien zum Ährenlesen bei einem Neubauern.
Es folgt eine Ausflug zu den Schiffsmodellbauern von Dresden, Jürgen bericht von seinen Erlebnissen im Rostocker Hafen, wo die jungen Modellbauer das Original ihres Modells, das „Segelschulschiff Wilhelm Pieck“ besichtigen und auch einen Ausflug auf See mitmachen durften. Nach diesem Bericht geht es zur Elbe auf ein Ausflugsschiff und für eine Gruppe Pioniere geht es in die Sächsische Schweiz. Hier berichtet Klaus Erler von einer abenteuerlichen Klettertour, die er in seinen Ferien hier unternommen hatte. Bei einem Geländespiel zeigte die Pioniergruppe ihre Fähigkeiten und wie sie sich allen Herausforderungen stellten, als kühne Kämpfer für die Zukunft.
Nach dieser Erzählung besucht die Dresdner Gruppe das Gelände der Havelexpedition und einer der Jungen berichtet von seiner Forschungsreise ins Quellgebiet der Havel. Mit Booten ging die Reise auf der Havel entlang zum Studium der heimischen Tier- und Pflanzenwelt. Auch zwei Mädchen berichten von einer Forschungsfahrt, die sie unternommen haben und dabei die Geschichte ihres Volkes erleben durften. Junge Geschichtsforscher wandelten auf den Spuren Thomas Müntzers. Der Start erfolgte in Mühlhausen, wo Müntzer arbeitete und sich gegen die Unterdrückung auflehnte. Die Kinder dürfen im Archiv des Rathauses von Mühlhausen einen handgeschriebenen Brief des Revolutionärs bestaunen. Auf dem Mühlberg bei Bad Frankenhausen begeben sie sich dann auf den historischen Boden, wo einst 8000 Bauern und Bergleute für ihre Freiheit kämpften.
Die letzte Geschichte erzählt Ingrid: die Geschichte vom roten Halstuch. In der Pionierrepublik Wilhelm Pieck haben deutsche, polnische und griechische Kinder gemeinsam ihre Ferienzeit verlebt. Gemeinsam verfassten sie eine Grußbotschaft an die Kinder des sowjetischen Ferienlagers Artek. Zum Abschied ihrer gemeinsamen Zeit bekam Ingrid ein rotes Halstuch geschenkt.
Zum Abschluss des Dresdner Pioniertreffens spricht auf einer Veranstaltung Hermann Matern zu den Kindern. Dabei lobt er den Kämpfer Ernst Thälmann und mahnt die Pioniere seinen Namen in Ehren zu halten, sie die Thälmannpioniere und Baumeister der Zukunft.

## Produktion und Veröffentlichung
Dieser Farb-Dokumentarfilm wurde auf Agfa Wolfen unter dem Arbeitstitel Pioniertreffen 1952 in Dresden gedreht und hatte am 12. Dezember 1952 in den Berliner Kinos Babylon und DEFA-Filmtheater Kastanienallee seine feierlichen Premieren. Dies geschah einen Tag vor dem 4. Pioniergeburtstag, der am 13. Dezember von den Pionieren in der DDR festlich begangen wurde. Die erste Ausstrahlung vom Versuchsprogramm des Fernsehzentrums Berlin erfolgte am 16. Februar 1953.
Das Lied der Thälmannpioniere wurde von Erich Weinert und Hanns Eisler geschrieben. Der Text für den Film stammt von Franz Fühmann.

## Kritik
Die DEFA-Stiftung schrieb: „Allein durch die pathetische Kommentierung, aber auch durch die vorgenommene Bild- und Schnittfolge wird erkennbar, dass die Jugend der DDR gelobt, im Kampf für die Errichtung eines einheitlichen, friedliebenden und demokratisch unabhängigen Deutschlands ihre ganze Kraft einzusetzen.“
Rosemarie Rehahn schrieb am 13. Dezember 1952 im Neuen Deutschland: „Ein großes Lob dem Kameramann. Seine Fotografie ist voller Poesie, voller Einfälle und technisch meisterhaft. Nicht zuletzt dank seiner Kunst wird die schöne deutsche Landschaft in diesem Film zum lebendigen Element. Sie offenbart dem Zuschauer Reize, die er vielleicht bisher übersah und weckt die Liebe zur Heimat, in der so sanft gewellte grüne Hügel, so verträumte Flüßchen, so hochragende Felsen, so weißen Strand, so weites, blaues Meer gibt.“
In der Neuen Zeit vom 17. Dezember 1952 äußerte sich ein – Ro. über den Film wie folgt: „Das Erlebnis der deutschen Landschaft, die Freude an der Kunst und künstlerischer Betätigung sind Elemente in der Welt der Heranwachsenden, die hier ebenso fehlen wie der urwüchsige kindliche Humor. Die schlichte melodiöse Musik (Gerd Natschinski) ist dem Film gut eingepaßt, was man vom Text nicht sagen kann: er ist zu schwer und trocken und weiterhin mit verallgemeinernden Schlußfolgerungen durchsetzt die am Ohr des Kindes vorbeigehen, den Erwachsenen aber nicht noch eigens gesagt zu werden brauchen, weil der Film sie in sich trägt.“

## Auszeichnungen
Für die Mitwirkungen an diesem Film wurden folgende Auszeichnungen verliehen:
- 1953: Internationaler Kulturwettbewerb zu Ehren der IV. Weltfestspiele der Jugend und Studenten: 2. Preis an Herbert Ballmann[6]
- 1953: Heinrich-Greif-Preis: II. Klasse – Herbert Ballmann
- 1953: Heinrich-Greif-Preis: II. Klasse – Götz Neumann
- 1953: Heinrich-Greif-Preis: II. Klasse – Ella Ensink